# Governatorato di Černigov
Il governatorato di Černigov, in russo Черниговская губерния?, era una Gubernija dell'impero russo. Il capoluogo era Černigov.

## Storia
Istituito nel 1802 insieme al governatorato di Poltava, i cui territori costituivano il governatorato della Piccola Russia, ricopriva approssimativamente la zona attualmente ricompresa nell'oblast' di Černihiv.